# Всесоюзна комуністична партія більшовиків
Всесоюзна Комуністична Партія Більшовиків — може розглядатися як один з продуктів розпаду Комуністичної партії СРСР.

## Історія виникнення
Витоки ВКПБ — Всесоюзне товариство «Єдність — за ленінізм та комуністичні ідеали», що організувалося в Москві ще в 1989 році та більшовицька платформа в КПРС на чолі з Ніною Андреєвою, яка виникла під час «перебудови» в СРСР. Прихильники Ніни Андреєвої - ностальгічно-консервативна маса комуністів, які зорганізувалися як Всесоюзна Комуністична Партія Більшовиків.
Установчий з'їзд ВКПБ відбувся 8 листопада 1991 року в Ленінграді (тепер Санкт-Петербург). В його роботі взяли участь 234 делегати, в т. ч. 178 — з правом вирішального голосу. На з'їзді були представлені Російська Федерація, Україна, Білорусь, Молдова, Казахстан, а також країни Закавказзя, Середньої Азії та Прибалтики. 
Ніна Андреєва засудила політику Михайла Горбачова та діяльність керівників держав, що брали участь в зустрічі у Біловезькій Пущі.
В програмі ВКПБ зазначалося, що в умовах загострення соціальних протиріч необхідно відновити Радянську державу, що виконувала б функції диктатури пролетаріату «як органу влади робітничого класу». Тобто, відновити СРСР сталінського типу. 
ВКПБ, що виникла з КПРС, оголосила про своє правонаступництво «РСДРП, РКП(б), ВКП(б) та ленінського курсу в КПРС» та про необхідність продовжувати революційну традицію більшовизму на ідейній базі марксизму-ленінізму. 

## Розколи у ВКПБ
Незабаром після виникнення у ВКПБ відбулися декілька розколів. 
Розкол 1. Українська філія на чолі з Е.Ояпервом та Т.Болієвою відкололася від ВКПБ Ніни Андреєвої й утворила окрему Партію Комуністів (більшовиків) України (ПК(б)У), яка на сьогодні[коли?] є зареєстрованою. Свого часу Ніна Андреєва вивела Т.Болієву з ВКПБ за непослідовну політику, оскільки реєстрація в Україні ПК(б)У є фактичним визнанням незалежності. 
Розкол 2. Частина «ультра» на чолі з А.Лапіним оголосила Н.Андреєву ревізіоністкою і, провівши надзвичайний з'їзд, утворила паралельну ВКПБ-2. Лапіна підтримали багато регіональних організацій та значне число членів ВМГБ (Всесоюзна молода гвардія більшовиків). На підтримку Лапіна виступила голова Київської ВКПБ Г.П.Савченко, яка брала активну участь у проведенні надзвичайного з'їзду ВКПБ влітку 1995 року. Київська організація більшовиків є однією з найактивніших в Україні.[джерело?] На власні кошти членів організації видається (ксероксним методом) газета-листівка «За СССР». Київська ВКПБ небезпідставно вважається найактивнішою групою серед столичних лівих. 
З початком 1992 року створився фактичний блок лівих Луганщини, до якого увійшли СПУ, ВКПБ — «Єдність» та Спілка ветеранів. Серед акцій, за які «відповідала» ВКПБ -- пікети за відродження сталінської моделі суспільства та СРСР, збирання коштів для ПМР, «антимітинг» 24 серпня 1992 року, що закінчився сутичкою, несанкціоноване пікетування держадміністрації в перші дні 1993 року і т.ін. Луганська ВКПБ видавала газету «Вибір» (1992-1993) та молодіжну «Молодую гвардию» (ред. О.Мазур), перше й останнє число якої побачило світ на початку 1993 року. В 1992-1993 роках ВКПБ в Україні діяло більш активно, але з часом активність спала. Це пояснюється декількома факторами. По-перше, ВКПБ не є зареєстрованою організацією, і це заважає їй ефективно функціонувати. По-друге, постійні розколи в партії не сприяють посиленню структур у регіонах. По-третє, йде вимирання членства ВКПБ, що, як правило, складається з ветеранів війни та людей похилого віку. По-четверте, відсутнє пряме фінансування організацій на місцях. І, по-п'яте, відсутність української специфіки в програмі-мінімум ВКПБ у краї призводить до неадекватного розуміння ситуації. 
30 липня 1995 року в Одесі бюро ЦК ВКПБ по Україні прийнято постанову, де, зокрема, зазначалося: «антинародний курс, що проводиться урядом України, привів країну до загальної кризи, фактично перетворив її на колонію, сировинний придаток країн Заходу. Тому завданням більшовиків є практична організація робітничого класу та його союзників на боротьбу за Радянську владу як форму диктатури пролетаріату, за соціалізм, за відродження СРСР».

## Відмінні риси ВКПБ
На відміну від КПУ чи СПУ, що вимагають лише збереження системи Рад, більшовики стверджують, що «ВКПБ та її прихильники не є захисниками теперішніх Рад і бачать в них не більш ніж парламентизовану форму влади реставраторів капіталізму» Однак Ради все ж не вичерпали своїх «демократичних традицій», тому потрібно провесті реорганізацію їх на підставі більшовицької ідеї «Ради — для робітників, без буржуа» і таким чином, позбавитися «диктату буржуазії та їх хазяїв із США». 
У національному питанні ВКПБ притримується тези, що «Лише відродження єдиного Радянського Союзу сталінського зразка, реформування управлінських апаратів і т.п. врятує нашу Батьківщину». Одночасно Н.Андреєва намагається відійти від великодержавності, оголосивши ВКПБ партією інтернаціоналістів. При цьому однак об'єктивно відстоюється провідну роль росіян в майбутньому Союзі.